# Сильдилья, Килианн
Килиа́нн Эри́к Сильдилья́ (фр. Kiliann Eric Sildillia; родился 16 мая 2002 года в Монтиньи-ле-Мец, Франция) — французский футболист, защитник нидерландского клуба ПСВ.

## Клубная карьера
Килианн Сильдилья является воспитанником клуба «Мец». 26 июня 2020 года перешёл в «Фрайбург» и подписал контракт с немецким клубом на 3 года. Он сыграл свой первый матч в профессиональной карьере за фарм-клуб «Фрайбурга» 13 августа 2021 года, в матче против «Боруссии II».
16 июля 2025 года перешёл в нидерландский ПСВ, подписав пятилетний контракт до середины 2030 года.

## Карьера в сборной
Сильдилья выступал за сборные Франции до 16, до 17, до 18 и до 20 лет.

## Достижения
ПСВ
- Обладатель Суперкубка Нидерландов: 2025